# Jung Hoon
Đây là một tên người Triều Tiên, họ là Jung.
Jung Hoon (sinh ngày 31 tháng 8 năm 1985) là một cầu thủ bóng đá người Hàn Quốc thi đấu cho PTT Rayong.

## Thống kê sự nghiệp câu lạc bộ
| Thành tích câu lạc bộ | Thành tích câu lạc bộ  | Thành tích câu lạc bộ | Giải vô địch | Giải vô địch | Cúp     | Cúp       | Cúp Liên đoàn | Cúp Liên đoàn | Châu lục | Châu lục  | Tổng cộng | Tổng cộng |
| Mùa giải              | Câu lạc bộ             | Giải vô địch          | Số trận      | Bàn thắng    | Số trận | Bàn thắng | Số trận       | Bàn thắng     | Số trận  | Bàn thắng | Số trận   | Bàn thắng |
| Hàn Quốc              | Hàn Quốc               | Hàn Quốc              | Giải vô địch | Giải vô địch | Cúp KFA | Cúp KFA   | Cúp Liên đoàn | Cúp Liên đoàn | Châu Á   | Châu Á    | Tổng cộng | Tổng cộng |
| --------------------- | ---------------------- | --------------------- | ------------ | ------------ | ------- | --------- | ------------- | ------------- | -------- | --------- | --------- | --------- |
| 2008                  | Jeonbuk Hyundai Motors | K League              | 9            | 0            | 2       | 0         | 4             | 0             | -        | -         | 15        | 0         |
| 2009                  | Jeonbuk Hyundai Motors | K League              | 21           | 1            | 1       | 0         | 3             | 1             | -        | -         | 25        | 2         |
| Tổng cộng sự nghiệp   | Tổng cộng sự nghiệp    | Tổng cộng sự nghiệp   | 30           | 1            | 3       | 0         | 7             | 1             |          |           | 40        | 2         |